# Noah and the Whale
Noah and the Whale was een indiemuziekgroep uit Londen, Engeland. De band is opgericht in 2006, en heeft vier albums opgenomen. De naam van de groep is een verwijzing naar een film van regisseur Noah Baumbach, The Squid And The Whale.
De band bestaat uit Charlie Fink (zang, gitaar), Tom Hobden (fiddle), Fred Abbott (gitaar) en Matt Owens (basgitaar), die de bijnaam Urby Whale draagt. De groep begon in 2006 als trio met Charlie, Doug Fink en Tom Hobden. Na een half jaar kwam bassist Owens erbij. Bij de eerste cd van de groep deed ook de vriendin van zanger Charlie Fink, Laura Marling, mee als zangeres. Van dit album Peaceful, The world lays Me Down is ook een speciale uitvoering verkrijgbaar met een film van de band. Nadat de relatie tussen Fink en Marling over was, stopte Marling de samenwerking met Noah and the Whale. Op de tweede cd is dan ook geen vrouwenstem meer te horen.
Naast vier gewone albums bracht Noah and the Whale ook nog een speciale cd uit, met een gelimiteerde oplage: Noah and the Whale Presents the A Sides.
Een van de bekendste liedjes van de groep, 5 Years Time (Sun Sun Sun), komt van de debuutcd Peaceful, The World Lays Me Down. Het lied werd over de wereld voor verschillende commercials gebruikt, onder andere in de Verenigde Staten voor het automerk Saturn, en in Argentinië voor het frisdrankmerk 7Up. De muziek van de groep beschrijft zich als een mix tussen indie, pop en folk, en daarom wordt de groep regelmatig vergeleken met soortgelijke muziekgroepen als Belle & Sebastian en Bonny Prince Billy.
In 2009 maakte drummer Doug Flink bekend te stoppen met de band om zich te kunnen richten op het beroep van arts.

## Discografie

### Albums
| Album met eventuele hitnotering(en) in de Nederlandse Album Top 100 | Datum van verschijnen | Datum van binnenkomst | Hoogste positie | Aantal weken | Opmerkingen         |
| ------------------------------------------------------------------- | --------------------- | --------------------- | --------------- | ------------ | ------------------- |
| Peaceful, The World Lays Me Down                                    | 26-09-2008            | -                     |                 |              |                     |
| Noah and the Whale Presents the A Sides                             | 2008                  | -                     |                 |              | Gelimiteerde oplage |
| The First Days of Spring                                            | 18-09-2009            | -                     |                 |              |                     |
| Last Night on Earth                                                 | 25-03-2011            | 27-08-2011            | 89              | 1            |                     |
| Heart of Nowhere                                                    | 2013                  | -                     |                 |              |                     |

| Album met hitnotering(en) in de Vlaamse Ultratop 200 albums | Datum van verschijnen | Datum van binnenkomst | Hoogste positie | Aantal weken | Opmerkingen |
| ----------------------------------------------------------- | --------------------- | --------------------- | --------------- | ------------ | ----------- |
| Last Night on Earth                                         | 2011                  | 16-04-2011            | 57              | 6            |             |

### Singles
| Single met hitnotering(en) in de Vlaamse Ultratop 50 | Datum van verschijnen | Datum van binnenkomst | Hoogste positie | Aantal weken | Opmerkingen |
| ---------------------------------------------------- | --------------------- | --------------------- | --------------- | ------------ | ----------- |
| 5 Years Time                                         | 19-09-2008            | 11-10-2008            | tip22           | -            |             |
| L.I.F.E. G.O.E.S. O.N.                               | 14-02-2011            | 19-03-2011            | tip4            | -            |             |
| Tonight's the Kind of Night                          | 2011                  | 28-05-2011            | tip14           | -            |             |

- Bibsys: 9051578
- International Standard Name Identifier: 0000 0001 2170 665X
- Library of Congress Control Number: no2009006373
- MusicBrainz: 917bc621-ad02-477d-9308-a0304c5f9727
- Système universitaire de documentation: 161267483
- Virtual International Authority File: 141117345